# Mozartova cesta do Prahy
Mozartova cesta do Prahy (1856, německy Mozart auf der Reise nach Prag) je poetická novela německého romantického básníka a prozaika Eduarda Friedricha Mörikeho zachycující cestu Wolfganga Amadea Mozarta do Prahy na premiéru opery Don Giovanni na podzim roku 1787.

## Děj
Jde o půvabný, i když zčásti smyšlený a v podrobnostech historicky nedoložený příběh odehrávající se během jednoho dne na blíže neurčeném rokokovém zámečku na Českomoravské vysočině, kde se Mozart se svou ženou Constanzí zastavili na odpočinek. 
Novela líčí Mozartovo podmanivé společenské chování, popisuje způsob jeho práce a vypráví o jeho radostech i o tíživých předtuchách blízké smrti. Toto nejzralejší prozaické autorovo dílo je nejen vyznáním jeho hlubokého obdivu k hudebnímu géniovi, ale také jedno z umělecky nejčistších vyobrazení Mozartovy osobnosti v německém písemnictví.

## Filmové adaptace
- Malá noční hudba (1940, Eine Kleine Nachtmusik), Německo, režie Leopold Hainisch

## Česká vydání
- Mozart na cestě do Prahy, Nakladatelské družstvo Máje, Praha 1906, přeložila Aglaja Wukadinovićová,
- Mozartova cesta do Prahy, Adolf Synek, Praha 1928, přeložila Zdenka Münzerová,
- Mozartova cesta do Prahy, Melantrich, Praha 1932, přeložil Jan Čep, znovu Růže, České Budějovice 1991.
- Mozartova cesta do Prahy, Československý spisovatel, Praha 1956, přeložila Marie Kornelová, znovu Odeon, Praha 1977.